# Lijst van voetbalinterlands Japan - Verenigde Arabische Emiraten
Deze lijst van voetbalinterlands is een overzicht van alle officiële voetbalwedstrijden tussen de nationale teams van Japan en de Verenigde Arabische Emiraten. De landen hebben tot op heden twintig keer tegen elkaar gespeeld. De eerste ontmoeting, een vriendschappelijke wedstrijd, werd gespeeld in Kuala Lumpur (Maleisië) op 8 september 1981. Het laatste duel, een kwalificatiewedstrijd voor het Wereldkampioenschap voetbal 2018, vond plaats op 23 maart 2017 in Al Ain.

## Wedstrijden
| №  | Plaats       | Datum             | Competitie             | Wedstrijd                            | Uitslag |
| -- | ------------ | ----------------- | ---------------------- | ------------------------------------ | ------- |
| 1  | Kuala Lumpur | 8 september 1981  | Vriendschappelijk      | Verenigde Arabische Emiraten − Japan | 2 − 3   |
| 2  | Dubai        | 27 januari 1988   | Vriendschappelijk      | Verenigde Arabische Emiraten − Japan | 1 − 1   |
| 3  | Abu Dhabi    | 30 januari 1988   | Vriendschappelijk      | Verenigde Arabische Emiraten − Japan | 2 − 0   |
| 4  | Doha         | 10 december 1988  | Azië Cup 1988          | Verenigde Arabische Emiraten − Japan | 1 − 0   |
| 5  | Hiroshima    | 20 oktober 1992   | Azië Cup 1992          | Japan − Verenigde Arabische Emiraten | 0 − 0   |
| 6  | Tokio        | 18 april 1993     | WK 1994 kwalificatie   | Japan − Verenigde Arabische Emiraten | 2 − 0   |
| 7  | Al Ain       | 7 mei 1993        | WK 1994 kwalificatie   | Verenigde Arabische Emiraten − Japan | 1 − 1   |
| 8  | Hiroshima    | 3 oktober 1994    | Aziatische Spelen 1994 | Japan − Verenigde Arabische Emiraten | 1 − 1   |
| 9  | Abu Dhabi    | 24 januari 1995   | Vriendschappelijk      | Verenigde Arabische Emiraten − Japan | 1 − 1   |
| 10 | Abu Dhabi    | 19 september 1997 | WK 1998 kwalificatie   | Verenigde Arabische Emiraten − Japan | 0 − 0   |
| 11 | Tokio        | 26 oktober 1997   | WK 1998 kwalificatie   | Japan − Verenigde Arabische Emiraten | 1 − 1   |
| 12 | Bangkok      | 11 december 1998  | Aziatische Spelen 1998 | Japan − Verenigde Arabische Emiraten | 0 − 1   |
| 13 | Hiroshima    | 16 augustus 2000  | Vriendschappelijk      | Japan − Verenigde Arabische Emiraten | 3 − 1   |
| 14 | Tokio        | 27 mei 2005       | Vriendschappelijk      | Japan − Verenigde Arabische Emiraten | 0 − 1   |
| 15 | Hanoi        | 13 juli 2007      | Azië Cup 2007          | Verenigde Arabische Emiraten − Japan | 1 − 3   |
| 16 | Niigata      | 9 oktober 2008    | Vriendschappelijk      | Japan − Verenigde Arabische Emiraten | 1 − 1   |
| 17 | Niigata      | 6 september 2012  | Vriendschappelijk      | Japan − Verenigde Arabische Emiraten | 1 − 0   |
| 18 | Sydney       | 23 januari 2015   | Azië Cup 2015          | Japan − Verenigde Arabische Emiraten | 1 − 1   |
| 19 | Saitama      | 1 september 2016  | WK 2018 kwalificatie   | Japan − Verenigde Arabische Emiraten | 1 − 2   |
| 20 | Al Ain       | 23 maart 2017     | WK 2018 kwalificatie   | Verenigde Arabische Emiraten − Japan | 0 − 2   |

## Samenvatting
| Competitie        | Totaal gespeeld | Winst Japan | Gelijk | Winst V.A.E. | Doelsaldo Japan – V.A.E. |
| ----------------- | --------------- | ----------- | ------ | ------------ | ------------------------ |
| WK-kwalificatie   | 6               | 2           | 3      | 1            | 7 − 4                    |
| Azië Cup          | 4               | 1           | 2      | 1            | 4 − 3                    |
| Aziatische Spelen | 2               | 0           | 1      | 1            | 1 − 2                    |
| Vriendschappelijk | 8               | 3           | 3      | 2            | 10 − 9                   |
| Totaal            | 20              | 6           | 9      | 5            | 22 − 18                  |

## Details

### Dertiende ontmoeting
| Vriendschappelijk (Brasilia, Brazilië, 15 juni 2014): |              | |
| Japan | 3 – 1        | Verenigde Arabische Emiraten |
| Hiroaki Morishima 11' Shunsuke Nakamura 27' Daisuke Oku 87' | goals        | 90' Juma Saeed Hamad |
| Philippe Troussier | bondscoach   | Henri Michel |
| Seigo Narazaki Toshihiro Hattori Ryuzo Morioka Tsuneyasu Miyamoto Hiroaki Morishima Shigeyoshi Mochizuki 68' Shunsuke Nakamura 72' Junichi Inamoto Shinji Ono 46' Akinori Nishizawa 46' Tatsuhiko Kubo 46' | opstellingen | Abdullah Mohammed Jaleel Abdul Rahman Mohamed Juma Saeed Hamad Fahad Ali Musabbah Ali 46' Gharib Hareb Farhan 77' Humaid Fahker Husain 72' Subait Khater Fayel Fahed Masoud Ali Masoud Abdul Salam Jumaa Anba 46' Haider Allo Ali Mohamed 80' Saeed Hassan Salim Al-Kas |
| Daisuke Oku 46' Atsushi Yanagisawa 46' Naohiro Takahara 46' Atsuhiro Miura 68' Masashi Motoyama 72' | wissels      | 46' Yaser Salem Saleh Ali 46' Husain Suhail Humaid Abdulla 72' Abdel Raheem Jumma Anbar 77' Sultan Rasheed Saeed 80' Kazim Al-Abdullah Mohd |
| Daisuke Oku 88' | gele kaarten | 54' Jaleel Abdul Rahman Mohamed 70' Husain Suhail Humaid Abdulla |

JFA · A-Internationals · Selecties · Bondscoaches · Statistieken · Olympisch elftal · Japans vrouwenelftal · Japan U21 · Japan U20 · Japan U19 · Japan U18 · Japan U17
1910 – 1949 · 
1950 – 1959 · 
1960 – 1969 · 
1970 – 1979 · 
1980 – 1989 · 
1990 – 1999 · 
2000 – 2009 · 
2010 – 2019 · 
2020 – 2029
CC 1995 · 
CC 2001 · 
CC 2003 · 
CC 2005
WK 1998 · 
WK 2002 · 
WK 2006 · 
WK 2010 · 
WK 2014 · 
WK 2018
OS 1936 · 
OS 1956 ·
OS 1964 · 
OS 1968 · 
OS 1996 ·
OS 2000 ·
OS 2004 ·
OS 2008 ·
OS 2012 ·
OS 2016 ·
OS 2020
1917 · 
1918 · 1919 · 
1921 · 
1922 · 
1923 · 
1924 · 
1925 · 
1926 · 
1927 · 
1928 · 1929 · 
1930 · 
1931 · 1932 · 1933 · 
1934 · 
1935 · 
1936 · 
1937 · 1938 · 
1939 · 
1940 · 
1941 · 
1942 · 
1943 – 1950 · 
1951 · 
1952 · 1953 · 
1954 · 
1955 · 
1956 · 
1957 · 
1958 · 
1959 · 
1960 · 
1961 · 
1962 · 
1963 · 
1964 · 
1965 · 
1966 · 
1967 · 
1968 · 
1969 · 
1970 · 
1971 · 
1972 · 
1973 · 
1974 · 
1975 · 
1976 · 
1977 · 
1978 · 
1979 · 
1980 · 
1981 · 
1982 · 
1983 · 
1984 · 
1985 · 
1986 · 
1987 · 
1988 · 
1989 · 
1990 · 
1991 · 
1992 · 
1993 · 
1994 · 
1995 · 
1996 · 
1997 · 
1998 · 
1999 · 
2000 · 
2001 · 
2002 · 
2003 · 
2004 · 
2005 · 
2006 · 
2007 · 
2008 · 
2009 · 
2010 · 
2011 · 
2012 · 
2013 · 
2014 · 
2015 ·
2016 ·
2017 ·
2018 ·
2019 ·
2020 ·
2021 ·
2022
Afghanistan ·
Angola ·
Argentinië ·
Australië ·
Azerbeidzjan · 
Bahrein ·
Bangladesh ·
België ·
Bolivia ·
Bosnië en Herzegovina ·
Brazilië ·
Brunei ·
Bulgarije ·
Cambodja ·
Canada ·
Chili ·
China ·
Colombia ·
Costa Rica ·
Cyprus ·
Denemarken ·
Duitsland ·
Ecuador ·
Egypte ·
El Salvador ·
Engeland ·
Filipijnen ·
Finland ·
Frankrijk ·
Ghana ·
Griekenland ·
Guatemala ·
Haïti ·
Honduras ·
Hongarije ·
Hongkong ·
IJsland ·
India ·
Indonesië ·
Irak ·
Iran ·
Israël ·
Italië ·
Ivoorkust ·
Jamaica ·
Jemen ·
Joegoslavië ·
Jordanië ·
Kameroen ·
Kazachstan ·
Kirgizië ·
Koeweit ·
Kroatië ·
Letland ·
Luxemburg ·
Macau ·
Maleisië ·
Mali ·
Malta ·
Mexico ·
Mongolië ·
Montenegro ·
Myanmar ·
Nederland ·
Nepal ·
Nieuw-Zeeland ·
Nigeria ·
Noord-Korea ·
Noorwegen ·
Oekraïne ·
Oezbekistan ·
Oman ·
Oostenrijk ·
Pakistan ·
Palestina ·
Panama ·
Paraguay ·
Peru ·
Polen ·
Qatar ·
Roemenië ·
Rusland ·
Saoedi-Arabië ·
Schotland ·
Senegal ·
Servië ·
Servië en Montenegro ·
Singapore ·
Slowakije ·
Sovjet-Unie ·
Spanje ·
Sri Lanka ·
Syrië ·
Tadzjikistan ·
Taiwan ·
Thailand ·
Togo ·
Trinidad en Tobago ·
Tsjechië ·
Tunesië ·
Turkije ·
Turkmenistan ·
Uruguay ·
Venezuela ·
Verenigde Arabische Emiraten ·
Verenigde Staten ·
Vietnam ·
Wales ·
Wit-Rusland ·
Zambia ·
Zuid-Afrika ·
Zuid-Jemen ·
Zuid-Korea ·
Zuid-Vietnam ·
Zweden ·
Zwitserland
Australië (2006) · 
Brazilië (2006) · 
België (2018) · 
Colombia (2014) · 
Colombia (2018) ·
Denemarken (2010) ·
Duitsland (2022) · 
Frankrijk (2001) · 
Griekenland (2014) · 
Ivoorkust (2014) · 
Kameroen (2010) · 
Kroatië (2006) · 
Nederland (2010) ·
Polen (2018) ·
Senegal (2018) ·
Spanje (2022)
UAEFA · A-internationals · Bondscoaches · Statistieken · Olympisch elftal · Vrouwenelftal van de Verenigde Arabische Emiraten · VA Emiraten U21 · VA Emiraten U19 · VA Emiraten U17
1972 – 1979 ·
1980 – 1989 ·
1990 – 1999 ·
2000 – 2009 ·
2010 – 2019 ·
2020 − 2029
OS 2012
Algerije ·
Andorra ·
Angola ·
Argentinië ·
Armenië ·
Australië ·
Azerbeidzjan ·
Bahrein ·
Bangladesh ·
Benin ·
Bolivia ·
Brazilië ·
Brunei ·
Bulgarije ·
Chili ·
China ·
Colombia ·
Costa Rica ·
Denemarken ·
Dominicaanse Republiek ·
Duitsland ·
Egypte ·
Estland ·
Filipijnen ·
Finland ·
Gabon ·
Gambia ·
Georgië ·
Haïti ·
Honduras ·
Hongarije ·
Hongkong ·
IJsland ·
India ·
Indonesië ·
Irak ·
Iran ·
Japan ·
Jemen ·
Joegoslavië ·
Jordanië ·
Kazachstan ·
Kenia ·
Kirgizië ·
Koeweit ·
Laos ·
Libanon ·
Libië ·
Litouwen ·
Maleisië ·
Malta ·
Marokko ·
Mauritanië ·
Moldavië ·
Myanmar ·
Nepal ·
Nieuw-Zeeland ·
Noord-Korea ·
Noorwegen ·
Oekraïne ·
Oezbekistan ·
Oman ·
Oost-Timor ·
Pakistan ·
Palestina ·
Paraguay ·
Peru ·
Polen ·
Qatar ·
Roemenië ·
Rusland ·
Saoedi-Arabië ·
Senegal ·
Singapore ·
Slovenië ·
Slowakije ·
Soedan ·
Sri Lanka ·
Syrië ·
Tadzjikistan ·
Thailand ·
Togo ·
Trinidad en Tobago ·
Tsjechië ·
Tunesië ·
Turkmenistan ·
Uruguay ·
Venezuela ·
Vietnam ·
Wit-Rusland ·
Zuid-Afrika ·
Zuid-Korea ·
Zweden ·
Zwitserland